# الآداب الشرعية (كتاب)
الآداب الشرعية والمنح المرعية هو أحد كتب الفقيه الحنبلي محمد بن مفلح بن محمد المقدسي، وهو كتاب جليل القدر عظيم الفوائد، له من إسمه نصيب؛ إذ هو كتاب آداب وأخلاق وحكم وأحكام، ومازال أهل العلم قديما وحديثا يقتبسون منه، فيجدون فيه ضالتهم المنشودة. وقد اشتمل الكتاب على جل المسائل التي وردت في كتب من سبقه في باب الشعائر والتقاليد والأخلاق الإسلامية.
يقول الإمام شمس الدين محمد بن مفلح في مقدمة كتابه:
| الآداب الشرعية (كتاب) | فهذا كتاب يشتمل على جملة كثيرة من الآداب الشرعية ، والمنح المرعية ، يحتاج إلى معرفته أو معرفة كثير منه كل عالم أو عابد وكل مسلم | الآداب الشرعية (كتاب) |

## ضعيف أحاديث الكتاب
تهذيب الكتاب من الأحاديث الضعيفة وهي ثلاث أحاديث:
- [فَصْلٌ فِيمَنْ اسْتَدَانَ وَلَيْسَ عِنْدَهُ وَفَاءٌ وَهُوَ يَنْوِيهِ] وما ورد في شهيد البحر من زيادة والدين فضعيف. (خلاصة الحكم: حديث ضعيف).[2]
- [فَصْلٌ فِي التَّنَاجِي وَكَلَامِ السِّرِّ وَأَمَانَةِ الْمَجَالِسِ] عن عبد الله بن عمرو بن العاص أن الرسول ﷺ قال: (لا يحل لثلاثة نفر يكونون بأرض فلاة أن يتناجى اثنان منهما دون صاحبهما). (حديث ضعيف أخرجه أحمد في مسنده[3]، والصحيح ما ورد في صحيح البخاري (5845)[4]، ومسلم (4061)[5]، وليس في البخاري لفظ «ذلك».)
- [فَصْلٌ رِوَايَةُ التَّكْبِيرِ مَعَ الْقُرْآنِ مِنْ سُورَةِ الضُّحَى إلَى آخِرِ الْقُرْآنِ] لأنه روي عن أبي بن كعب أنه قرأ على النبي ﷺ فأمره بذلك. (منكر الحديث، أخرجه الحاكم في المستدرك[6] ولكن في سنده أحمد بن محمد بن عبد الله البزي المقرئ قال العقيلي: منكر الحديث[7] وقال ابن أبي حاتم: ضعيف الحديث، لا أحدِّث عنه، روى حديثاً منكراً[8] والصحيح ما جاء في صحيح البخاري (4677)[9]، ومسلم (4509).[10]

## محتويات الكتاب
- مقدمة الكتاب
- فصل في الخوف والصبر والرضا
- فصل في البهت والغيبة والنميمة والنفاق
- فصل في المكر والخديعة والسخرية والاستهزاء
- فصل في إباحة المعاريض ومحلها
- فصل في الزعم وكون زعموا مطية الكذب
- فصل في حفظ اللسان وتوقي الكلام
- فصل في السعة في الكلام وألفاظ الناس
- فصل في حسن الظن بأهل الدين
- فصل في مداراة من يتقى فحشه
- في وجوب التوبة وأحكامها وما يناب منه
- فصل في سرور الإنسان بمعرفة طاعته والعجب والرياء والغرور بها
- فصل في إصلاح السريرة والإخلاص وعلامات فساد القلب
- فصل في فضيحة العاصي
- فصل أسباب موانع العقاب وثمرات التوحيد والدعاء
- فصل وجوب حب العبد لربه مما يتحبب إليه من نعمه
- فصل في الأمر بالمعروف والنهي عن المنكر
- فصل في البيت الذي فيه الخمر هل يتلف أو يحرق
- فصل في المعالجة بالرقى والعزائم
- فصل تحريق الثياب التي عليها الصور
- فصل في النظر إلى ما يخشى منه الوقوع في الضلال والشبهة
- فصل كتابا فيه أحاديث ردية ترى أن أحرقه أو أغرقه
- فصل في وجوب إبطال البدع المضلة وإقامة الحجة على بطلانها
- فصل أهل الحديث هم الطائفة الناجية القائمون على الحق
- فصل حكم هجر أهل المعاصي
- فصل في الاستعانة بأهل الأهواء وأهل الكتاب في الدولة
- فصل في حظر حبس أهل البدع لبدعتهم
- فصل في إنكار المنكر الخفي والبعيد والماضي
- فصل ينبغي الإنكار على الفعل غير المشروع، وإن كثر فاعلوه
- فصل في تمييز الأعمال وانقسام الفعل الواحد بالنوع إلى طاعة ومعصية بالنية
- فصل لا ينبغي ترك العمل المشروع خوف الرياء
- فصل في تفاوت الأجر لمن يشق عليه العمل ومن لا يشق
- فصل حكم اللعن، ولعن المعين
- فصل الطعن على العلماء
- فصل الإنكار على النساء الأجانب كشف وجوههن
- فصل في الإنكار بداعي الريبة وظن المنكر والتجسس لذلك
- فصل الإنكار على الرجل والمرأة في موقف الريبة كخلوة ونحوها
- فصل في نشر السنة بالقول والعمل بغير خصومة ولا عنف
- فصل في كراهة مداخل السوء
- فصل في حق المسلم على المسلم
- فصل الهدية لمن أهديت إليه لا لمن حضر
- فصل ما صح من الأحاديث في اتقاء النار
- فصل من لم يشكر الناس لا يشكر الله
- فصل في تحريم المن على العطاء
- فصل في الشماتة واستعاذته من شماتة الأعداء ومن أمور أخرى
- فصل في صيغة الدعاء بالمغفرة وغيرها بعد الجواب بلا النافية
- فصل في معنى قوله تعالى وشاورهم في الأمر
- فصل في عدم المبالاة بالقول
- فصل في الصلاة على النبي في غير الصلاة وأنها فرض كفاية
- فصل في السلام وتحقيق القول في أحكامه على المنفرد والجماعة
- فصل في سنة الاستئذان في الدخول على الناس
- فصل في الجلوس في وسط الحلقة والتفرقة بين الرجلين
- فصل في القيام للقادم وأدب السنة ومراعاة العادة فيه
- فصل في استحباب الفخر والخيلاء في الحرب
- فصل في إكرام كريم القوم كالشرفاء وإنزال الناس منازلهم
- فصل ثلاثة لا ترد الطيب والوسادة واللبن
- فصل في الاستئذان في القيام من المجلس
- فصل في تعلم الأدب وحسن السمت والسيرة والمعاشرة والاقتصاد
- فصل فيما يستحب في السفر والعود منه من ذكر وعمل
- فصل ما يحرم من سفر المرأة مع غير ذي رحم محرم منها
- فصل في كراهة سفر الرجل ومبيته وحده
- فصل فيما يقول من انفلتت دابته أو ضل الطريق
- فصل فيما يقال عند أخذ الرجل شيئا من لحية الرجل
- فصل في كراهة السياحة إلى غير مكان معلوم ولا غرض مشروع
- فصل في بر الوالدين وطاعتهما وولي الأمر والزوج والسيد في غير معصية
- فصل في حسن الملكة وسوء الملكة
- فصل في الإنفاق على الإخوان وسؤال بعضهم لبعض
- فصل في الأدب والتواضع ومكارم الأخلاق وحظ الإمام أحمد منها
- فصل في حسن الجوار
- فصل في حب الفقر والموت والحذر من الدنيا
- فصل في الوحدة والعزلة والتواضع في سيرة أحمد
- فصل الخوف والرجاء وما قيل في تساويها وعدمه
- فصل في طلب العلم وما يبدأ به منه وما هو فريضة منه وفضل أهله
- فصل موعظة العلماء المتقين بالشعر
- فصل العلم مواهب من الله يؤتيه من يشاء ينال بالتقوى والعمل لا بالحسب
- فصل الحذر من القول في حديث رسول الله صلى الله عليه وسلم بالظن
- فصل في قول العالم لا أدري واتقاء التهجم على الفتوى
- فصل في الوصية بالفهم في الفقه والتثبيت وعلم ما يختلف فيه
- فصل في كراهة السؤال عن الغرائب وعما لا ينتفع ولا يعمل به وما لم يكن
- فصل في النهي عن الأغلوطات والمغالطة وسوء القصد بالأسئلة
- فصل هدي النبي في التنبيه وصراحته في التعليم
- فصل كراهة الكلام في الوساوس وخطرات المتصوفة
- فصل في وعظ القصاص ونفعهم وضررهم وكذبهم
- فصل في هدي رسول الله صلى الله عليه وسلم في الكلام
- فصل كراهة التشدق في الكلام
- فصل في قراءة التوراة والإنجيل والزبور ونحو ذلك كما يفعله بعض القصاص
- فصل في التخول بالموعظة خشية الملل
- فصل في حكم اجتماع الناس للذكر والدعاء ورفع الصوت به ومتى يكون بدعة
- فصل في صفة المحدث الذي يؤخذ عنه
- فصل في إنصاف طلاب العلم ومن كان يحابي في التحديث
- فصل لا يودع العلم عند غير أهله
- فصل في أخذ العلم عن أهله وإن كانوا صغار السن
- فصل الكلمة الحكمة ضالة المؤمن حيث وجدها فهو أحق بها
- فصل خير الناس من شهد له بالخير أهله وجيرانه
- فصل فيمن يتلقى العلم ممن ينتفع منه بغير العلم
- فصل في محو كتب الحديث أو دفنها إذا كانت لا ينتفع بها
- فصل في كتابة الحديث والعلم والأحاديث المتعارضة فيها
- فصل في فضل الجمع بين الحديث وفقهه وكراهة طلب الغريب والضعيف منه
- فصل من علوم الحديث معرفة علله
- فصل في علم الإعراب لصاحب الحديث
- فصل في إصلاح اللحن العارض لمتن الحديث، ومتى يجوز التحديث ومن يقدم
- فصل في مكانة حفاظ الحديث وإقبال الألوف على مجالسهم، وحسد الخلفاء لهم
- فصل في تقديم النية الصالحة والإخلاص قبل القول والعمل
- فصل في جرح رواة الحديث لبيان الحقيقة ومعرفة الصحيح من غيره
- فصل في خطإ الثقات وكونه لا يسلم منه بشر
- فصل في صفات من يؤخذ عنهم الحديث والدين ومن لا يؤخذ عنهم
- فصل في سمت العلماء الذين يؤخذ عنهم الحديث والعلم وهديهم
- فصل في الإقامة في بلاد العلم والرحلة عن غيرها
- فصل في خطر كتمان العلم وفضل التعليم وما قيل في أخذ الأجر عليه
- فصل مخاطبة الناس على قدر عقولهم
- فصل في وضع العالم المحبرة بين يديه وجواز استمداد الرجل من محبرة غيره
- فصل في الكتابة والكتب والكتاب وأدواتهم الكتابية
- فصل في نظر الرجل في كتاب غيره بإذنه أو رضاه
- فصل في بذل العلم ومنه إعارة الكتب
- فصل في قيام أهل الحديث الليل وخشوعهم
- فصل في الأدب مع المحدث ومنه التجاهل والإقبال والاستماع
- فصل لا تطلب من صاحب دنيا حاجة
- فصل في الاشتغال بالمذاكرة عن النوافل وفضل أهل السنة والأصدقاء
- فصل في قضاء الحوائج والشفاعة فيها لدى الأئمة والسلاطين
- فصل رجل ليس عنده شيء وله قرابة ولهم وليمة
- فصل في كراهة الشكوى من المرض والضير واستحباب حمد الله قبل ذكرهما
- فصل في شكر النعم والصبر على البلاء وفوائده في الالتجاء إلى الله
- فصل في الصبر والصابرين وفوائد المصائب والشدائد
- فصل في عيادة المريض
- فصل في التقاط ما يقع على الأرض
- فصل في أدب الصحبة واتقاء أسباب الملل والقطيعة
- فصل في حسن الخلق
- فصل في الحياء
- فصل في البصيرة والنظر في العواقب
- فصل إنكار أحمد للتبرك به وتواضعه وثناؤه على معروف الكرخي
- فصل في دعاء المظلوم على ظالمه وشيء من مناقب أحمد
- فصل في الاستخارة وهل هي فيما يخفى أو في كل شيء
- فصل في حقيقة الزهد
- فصل في أخبار العابدات والعابدين والزهاد
- التهمة في البدعة
- فصل في تعبد الجهل وتقشف الرياء وتزهد الشهرة وعبودية العلم والحكمة
- فصل في من خاف من الله عز وجل
- فصل أراد الرجل أن يزوج رجلا فأراد أن يجتمع له الدنيا والدين
- فصل في سنة المصافحة بين الرجال والنساء وما قيل في التقبيل والمعانقة
- فصل في تقبيل المحارم من النساء في الجبهة والرأس
- فصل في التناجي وكلام السر وأمانة المجالس
- فصل ما يستحب فعله لإسكات الغضب
- فصل في الدعاء وآدابه والإسرار والجهر به
- فصل في الدعاء والتوكل ومراعاة الأسباب وسؤال المخلوق
- فصل في كون التوكل والدعاء نافعين في الدنيا والآخرة
- فصل التسليم لله في استجابة الدعاء وقضاء الحوائج
- فصول خاصة بالقرآن والمصحف
- فصل في العطاس والتثاؤب وتشميت العاطس إذا حمد الله
- فصل في حكم التداوي مع التوكل على الله
- فصل في النهي عن الوسم ولا سيما الوجه
- فصل في إخصاء البهائم والناس
- في جز أعراف الدواب وأذنابها ونواصيها
- فصل كراهة تعليق الأجراس على الدواب والبهائم وما تبعد عنه الملائكة
- فصل استعمال اليد اليمنى وما يكره من استعمال اليسرى
- فصل في الإرداف على الدابة وركوب ثلاثة
- فصل يكره أن يبصق الرجل عن يمينه في الصلاة وغير الصلاة
- فصل في الانتعال والشرب والبول قائما
- فصل في استحباب القيلولة، والكلام في سائر نوم النهار
- فصل في التكني ما يستحب منه وما يكره
- فصل في آداب الطعام والشراب ومراعاة الصحة فيها
- فصل في آداب الآكل والشرب
- فصل في استحباب الانبساط والمداعبة والمزاح مع الزوجة والولد
- فصل في تحسر الناس على ما فات من الدنيا دون ما حل بالدين
- فصل فيما يسن من الذكر عند النوم والاستيقاظ
- فصل في آداب المشي مع الناس وآداب الصغير مع الكبير فيه وفي غيره
- فصل في التجارة إلى بلاد الأعداء ومعاملة الكفار
- فصل في كراهة بيع الدار وإجارتها لمن يتخذها للكفر أو الفسق
- فصل الاتساع في الكسب الحلال والمباني مشروع ولو بقصد الترفه والكسب واجب للنفقة الواجبة
- فصل في فضل التجارة والكسب على تركه توكلا وتعبدا
- فصل في تحريم السؤال حتى على من له أخذ الصدقة وذمه وتقبيحه
- في حكم ما يأتي المرء الصلات والهبات من أخذ ورد
- فصل في سؤال الشيء التافه كشسع النعل روايات
- فصل في سؤال الأخ والوالد والولد والأخذ ممن أعطى حياء
- فصل في سؤال المرء لمنفعة غيره وعدم استحسان أحمد له
- فصل في أفضل المعاش والتجارة وأحسن الحرف والصناعات
- فصل إشارات نبوية إلى ما يقع من شرق المدينة ويمنها ونجدها
- فصل حديث الحث على تعليم المرأة الكتابة وحديث النهي عنه موضوع
- فصل رجل اكتسب مالا من شبهة
- فصل فتن المال والنساء والبداوة والأمراء المضلين والعلماء المنافقين
- فصل التعامل فيما يختلف الاعتقاد فيه من حلال المال وحرامه كالنجاسات
- فصل في الكذب في المال والسن وافتخار الضرة ونحوه
- فصل في حد البخل والشح والسخاء
- فصل أحاديث في ذم البخل والشح والحرص ومدح الإنفاق في سبيل الله
- فصل في أحكام وآداب تتعلق بالحمام
- فصل فيما يسن من اتخاذ الشعر وتسريحه وفرقه ومن إعفاء اللحية
- فصل في تقليم الأظافر وسائر خصال الفطرة
- فصل الأخبار والآثار في الحجامة واختيار يوم لها
- فصل في كراهة حلق الرأس في غير النسك وكراهة القزع في الحلق
- فصل في كون تغيير الشيب بصبغه سنة
- فصل في نتف الشعر وحفه وتخفيفه ووصله والوشم
- فصل في جواز ثقب آذان البنات
- فصل ما يقال عند سماع نهيق ونباح وصياح ديك وكراهة التحريش
- فصل في اتخاذ الطيور
- فصل في جواز اتخاذ الكلب للصيد والماشية والزرع
- فصل فيما يباح أو يستحب قتله من البهائم والحشرات الضارة
- فصل كراهة اقتناء كلب الصيد للهو وإتيان أبواب السلاطين
- فصل فيما يقال لحيات البيوت قبل قتلها
- فصل أحكام قتل الحشرات وإحراقها وتعذيبها
- فصل كراهة إطالة وقوف البهائم المركوبة والمحملة فوق الحاجة وآداب أخرى
- فصل في الطيرة والشؤم والتطير والتشاؤم والتفاؤل
- فصل لا هامة ولا صفر ولا نوء ولا غول
- فصل فيما ورد من الأخبار والآثار في الطاعون
- فصل في شعور الأنفس بالبسط والقبض وتعليل ذلك وحكمته
- فصل في كراهة مجالسة المتلبسين بالمنكرات والسلام عليهم
- فصل في مكروهات مختلفة لا يجمعها جنس ولا نوع
- فصل ما يجب من الكف عن مساوي الناس وما ورد في حقوق الطريق
- فصل في صيانة المساجد وآدابها وكراهة زخرفتها
- فصل النظر في النجوم وما يقال عند الرعد ورؤية الهلال
- فصل النهي عن سب الريح وما يقال عند هبوبها وعند رؤية السحاب والمطر
- فصل النهي عن سب الدهر ونسبة الشر إليه وعن قول الرجل هلك الناس
- فصل في قول حرثت بدل زرعت موافقة للآية
- فصل النهي عن تسمية العنب كرما لأن الكرم يطلق على الخمر
- فصل ليقل المرء لقست نفسي بدل خبثت
- فصل لا تقل تعس الشيطان
- فصل ما ورد في قطع شجر السدر وسبه
- فصل في كراهة سب الديك
- فصل في الرؤيا
- فصل ما ورد في المدح والإطراء والمداحين
- فصل في المفاضلة بين العزلة والمخالطة.
- فصل في العناية بحفظ الزمان واتقاء إضاعته
- فصل التفقه بالتوسع في المعارف قبل طلب السيادة والمناصب
- فصل انقباض العلماء المتقين من إتيان الأمراء والسلاطين
- فصل ينبغي للعالم التوسط في كل شؤونه للتأسي به
- فصل في المفاضلة بين الفقير الصابر والغني الشاكر
- فصل في لبس الحرير
- فصل حكم الصور والصلبان في الثياب ونحوها وصنعها واتخاذها
- فصل في كراهة أحمد للكلة حيث لا حاجة إليها
- فصل فيما يحرم وما يكره وما يباح من حلية الذهب والفضة
- فصل في إباحة التحلي بالذهب والفضة للمرأة
- فصل في إباحة اللعب للبنات ومن قيدها بغير المصورة
- فصل في استعمال الجلود النجسة في اللبس وغيره مدبوغة وغير مدبوغة
- فصل في ثوب من شعر ما لا يؤكل مع نجاسته غير جلد كلب وخنزير
- فصل في لبس الجلود الطاهرة والصلاة فيها
- فصل في لبس السواد لذاته وتشديد أحمد فيه إذا كان لباس الظلمة
- فصل في كراهة لبس الأحمر المصمت للرجل
- فصل في إباحة لبس الممسك والمورد والمعصفر والمزعفر
- فصل في كراهة لبس الشفوف والحاكية التي تصف البدن
- فصل في كراهة لبس ما يظن نجاسته
- فصل كراهة النظر إلى ما يحرم والتفكر فيه
- فصل في مقدار طول الثوب للرجل والمرأة وجر الذيول
- فصل في أنواع اللباس من إزار ورداء وقميص وسراويل إلخ
- فصل في الحبرة والصوف
- فصل في استحباب التختم وما قيل في جنسه وموضعه
- فصل في لبس الفضة ومن قال بإباحته
- فصل في كراهة تشبه الرجال بالنساء وعكسه ومن حرمه
- فصل النقش في الخضاب
- فصل في من جعل على رأسه علامة وقت الحرب
- فصل حكم تجرد ذكرين أو أنثيين واجتماعهما بغير حائل
- فصل فيما يتعلق بالنعال
- فصل في ترغيب اللبس للنعال
- فصل استحباب الصلاة في النعال
- فصل في ذكر أحاديث تتعلق بالفصول السالفة في اللباس
- فصل في فضل الأدب والتأديب
- فصل في ذكر فرض الكفايات
- فصل في التحلي بالفضائل والتخلي عن الرذائل ومودة الإخوة
- فصل في وصايا نافعة وحكم رائعة من الأخبار والآثار والأشعار
- فصل في وصايا ومواعظ وأحاديث كفارة المجلس
- خاتمة الكتاب

## وصلات خارجية
- تحميل كتاب الآداب الشرعية من مؤسسة المكتبة الشاملة